# سيمون مينسينغ
سيمون مينسينغ (بالألمانية: Simon Mensing)‏ (27 يونيو 1982 بفولفنبوتل في ألمانيا - ) هو لاعب كرة قدم ألماني في مركز الدفاع. لعب مع ريث روفرز وسانت جونستون ونادي ماذرويل وهاميلتون أكاديميكال ونادي شمال كارولاينا ونادي كلايد ونادي ستنهاوسموير ونادي ويمبلدون وأتلانتا سيلفرباكس ونادي غرينوك مورتون ونادي ليفينغستون لكرة القدم.

## وصلات خارجية
- سيمون مينسينغ على موقع قاعدة بيانات كرة القدم.إي يو (الإنجليزية)
- سيمون مينسينغ على موقع Soccerbase.com (لاعب) (الإنجليزية)
- سيمون مينسينغ على موقع Soccerway.com (الإنجليزية)
- سيمون مينسينغ على موقع عالم كرة القدم.نت (الإنجليزية)